# Kościół św. Kazimierza Królewicza w Białymstoku
Kościół świętego Kazimierza Królewicza w Białymstoku – rzymskokatolicki kościół parafialny należący do parafii pod tym samym wezwaniem (dekanat Białystok – Bacieczki archidiecezji białostockiej).
Zezwolenie na budowę nowej świątyni parafialnej, po wielu trudnościach, zostało otrzymane w 1981 roku. W wyniku konkursu został wybrany projekt dwupoziomowej świątyni z kompleksem katechetycznym autorstwa inżyniera architekta Jana Krutula. Prace budowlane zostały rozpoczęte w 1983 roku. Kościół dolny został oddany do użytku w stanie surowym w dniu 21 czerwca 1984 roku i zaczęto w nim odprawiać nabożeństwa. Pierwsze nabożeństwo – pasterkę w kościele górnym – odprawiono 25 grudnia 1993 roku. Fasada świątyni swoimi barwami nawiązuje do barw narodowych. Wyróżniająca się w panoramie Białegostoku budowla została pokryta rozłożystym dachem w formie łodzi, wieża – latarnia kojarzy się z obecnością patrona – św. Kazimierza Królewicza. W dniu 14 października 1984 roku przy budującej się świątyni odbyły się ogólnopolskie uroczystości jubileuszowe 500-lecia śmierci św. Kazimierza Królewicza z udziałem Episkopatu Polski pod przewodnictwem kardynała Józefa Glempa, prymasa Polski. Z kolei w dniu 4 marca 2002 roku w świątyni były obchodzone metropolitalne uroczystości 400-lecia kanonizacji św. Kazimierza. Konsekracja kościoła odbyła się w dniu 27 października 2002 roku. Prace wykończeniowe przy świątyni i porządkowanie terenu wokół kościoła trwały nadal. Zostało wzniesione zwieńczenie wieży, dokończono wyposażenie wnętrza świątyni górnej. W ostatnich latach w świątyni dolnej ostateczny kształt otrzymało prezbiterium.